# Pamares damarus
Pamares damarus là một loài côn trùng trong họ Myrmeleontidae thuộc bộ Neuroptera. Loài này được Mansell miêu tả năm 1990.